# Igazi légyfélék

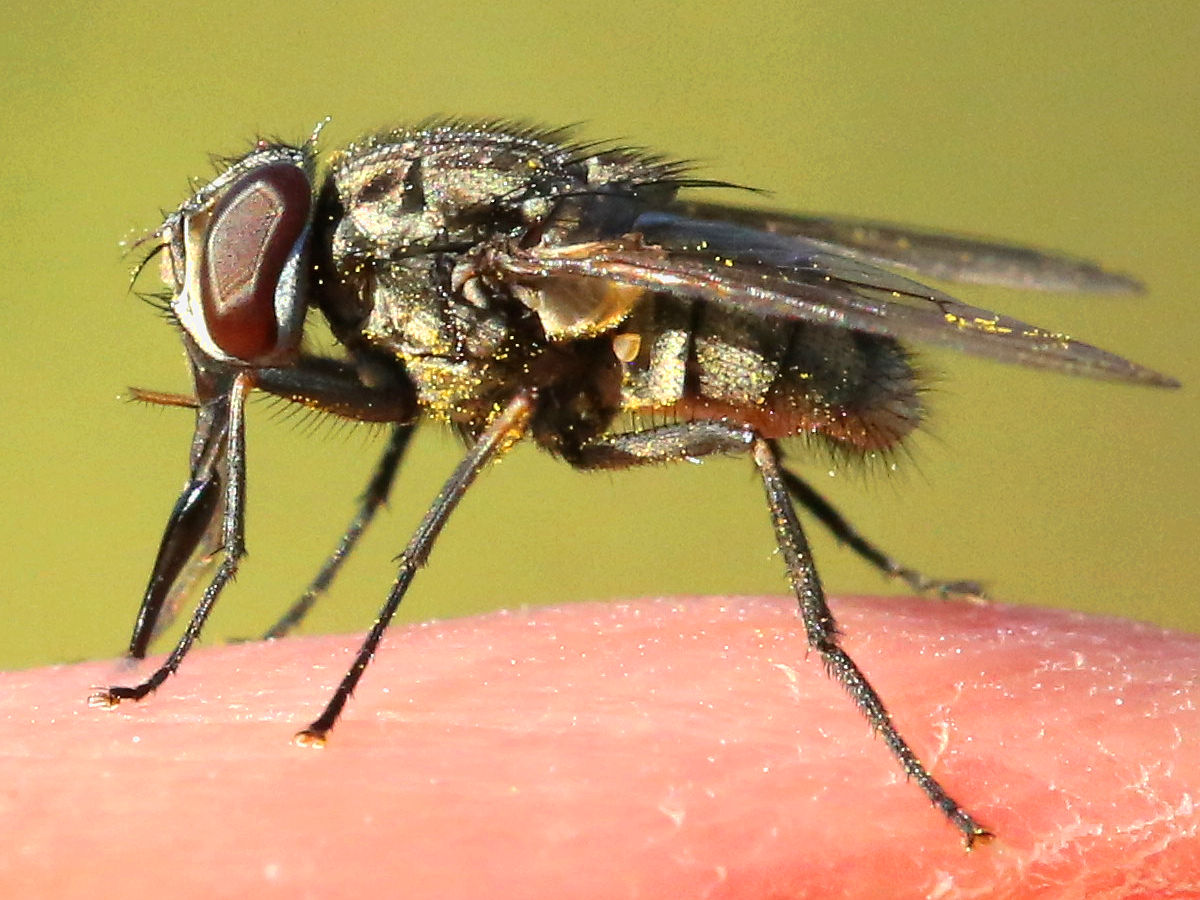
Szuronyos istállólégy (Stomoxys calcitrans) vért szív

Az igazi légyfélék (Muscidae)  a fejlett szárnyas rovarok (Endopterygota) közé sorolt kétszárnyúak (Diptera) rendjében a homlokréses legyek (Schizophora) alrendágának egy rendkívül fajgazdag családja 12 alcsaláddal, több mint 3000 ismert fajjal.

## Származásuk, elterjedésük
Rendkívül diverz, kozmopolita család. Egyes fajai, kitüntetetten a névadó házilégy (Musca domestica) megtalálhatók mindenhol, ahol ember egyáltalán előfordul (egyelőre a világűr kivételével).

## Megjelenésük, felépítésük
Megjelenésük rendkívül egységes — annyira, hogy egyes fajaik elkülönítése még a taxonómusoknak is komoly gondot okoz.
Testük sűrűn szőrözött. ami megkönnyíti a kórokozók szállítását. A szúrólegyek szívókája megnyúlt, a töve megduzzadt. A szívópárnák (labellák) helyett kitinfogaik fejlődtek.

## Életmódjuk, élőhelyük
Életmódjuk alapján két fő csoportra osztják őket: szaprofág és vérszívó fajokra.
1. A szaprofág fajok szájszerve szívó jellegű; a házilégy szívókájának végén például két nagy, félgömb alakú szívópárna van, ezeket nyomja rá a kiszemelt táplálékra, ill. rajtuk át bocsát arra nyálat. A feloldott, mindig folyékony táplálékot tracheaszerű csövecskéken szívja fel a szájnyílásig, majd onnan pumpáló mozgással juttatja a begyébe. A táplálék a begyben gyűlik össze, és a szükségletnek abból jut tovább a középbélbe. Mivel a begybe vezető járat még az előtorban kiágazik a nyelőcsőből, a légynek a begyében összegyűlt táplálékot a kérődzőkhöz hasonlóan fel kell öklendeznie, hogy azt a középbélbe tudja juttatni. Ez a bélcsatorna elülső részébe fölkerülő táplálék gyakran csepp formájában ki is buggyan a szívókán; ezt utána a légy felnyalja.
2. A szúrólegyek — mint például a szuronyos istállólégy (Stomoxys calcitrans) — teljesen vérszívásra rendezkedtek be. Ezeknek is több faja él kimondottan az ember környezetében.
Legfontosabb tenyészhelyeik a trágyadombok és az egyéb bomló növényi, állati anyagok (ide értve a sebeket is). Egyetlen kilogramm lóürülékben 5000–8000, ugyanannyi sertésürülékben 15 000 nyű fejlődhet. A Kárpát-medence szélességén a legyek egy-egy nemzedéke 2–3 hét alatt alakul ki, ezért évente mintegy nyolc nemzedékükkel számolhatunk. Egyetlen nőstény egy tenyészidőszak alatt elvileg több mint 250 billiárd utódot hozhatna létre.

## Egészségügyi szerepük
A szaprofág fajok sajátos táplálkozásmódja rendkívül alkalmas kórokozók terjesztésére (sűrű testszőrzetük is megkönnyíti a kórokozók szállítását). Az állati vagy emberi ürülékről, szemétről, bomló, fertőzött anyagokról felvett kórokozók nagyon könnyen rákerülhetnek az emberre vagy az élelmiszerekre. Mivel pedig több fajuk emberkedvelő (synanthrop), ezek többféle (főleg gyomor-, illetve bél-)betegséget terjesztenek. Tömeges előfordulásuk mindenütt a közegészségügy fő problémái közé tartozik. Ilyen faj például a kerítéslégy (Muscina stabulans)